# Miravinya
Miravinya és un itinerari turístic en cotxe, que recorre 10 miradors del Penedès, per descobrir la geografia, la natura, la cultura i la història del paisatge del vi de la comarca. A través d'una aplicació per a dispositius mòbils que serveix d'audioguia o escanejant els codis QR, s'obté informació sobre cadascun dels paisatges. A més dels 10 miradors, la ruta inclou 10 indrets i monuments penedesencs, com ara el riu Mediona, l'ermita de Sant Benet d'Espiells, les cases d'estiueig de Gelida o el Santuari de la Mare de Déu de Foix.
El Projecte Miravinya va ser impulsat el 2014 pel Consorci de Turisme de l'Alt Penedès, amb el recolzament de la Diputació de Barcelona i dels ajuntaments d'Avinyonet del Penedès, Vilafranca del Penedès, Font-rubí, Subirats i Torrelavit, amb 5 miradors inicials. Els projectes tècnics de cadascun dels miradors van ser desenvolupats en conveni amb la Universitat Politècnica de Catalunya, i la col·laboració de l'Escola Tècnica Superior d’Arquitectura de Barcelona (ETSAB), Escola Tècnica Superior d’Arquitectura de Reus (Universitat Rovira i Virgili), y la Facultat de Belles Arts (Universitat de Barcelona). El 2024 s'hi van afegir 5 miradors més de: Castellet i la Gornal, Torrelles de Foix, Mediona, Castellví de la Marca i Sant Sadurní d’Anoia.

## Miradors

### El Circell
El Circell de les Gunyoles, ubicat al Puig de la Mireta, al nucli de Les Gunyoles, al municipi d'Avinyonet del Penedès, és un mirador al que s'hi arriba per un camí en espiral, d'aquí el nom de Circell, que finalitza en un pla trapezoidal inclinat, i ofereix una visió del paisatge de 360°.

### Sant Pau
El Miravinya Sant Pau està situat al cim de la muntanya de Sant Pau, al municipi de Vilafranca del Penedès, en un esglaó rocós sobre l'ermita de Sant Pau, oferint vistes sobre la ciutat. El mirador de ferro disposa de finestres que estan enfocades a cadascun dels punts estratègics de Vilafranca del Penedès.

### La Cadira
El mirador La Cadira està situat al petit turó de la Malgranada, al municipi de Torrelavit, des d'on es tenen vistes de 360°. El nom prové d'una escultura en forma de cadira gegant que s'hi ha col·locat al cim.

### La Bardera
El mirador La Bardera està situat al costat de la masia La Bardera, una de les més antigues de Subirats, des d'on es pot observar la plana del Penedès. Al mirador a més hi ha el monument en homenatge a la pagesia i als viticultors del Penedès, que va impulsar el Congrés d'Art i Paisatge, obra de l'artista Rufino Mesa. Les mans són un dels trets més distintius del monument, venint a representar la dedicació dels pagesos per la terra i el cultiu de la vinya.

### El Balcó del Penedès
El Balcó del Penedès és un mirador situat al poble vell de Font-rubí. Al balcó hi ha una barana de ferros entortolligats, que representen la serpent del Castellot, que evoca la llegenda de l'Encantada, segons la qual una mossa del municipi fou condemnada a viure amb forma de serp a les ruïnes del castell durant tot l'any, excepte la nit de Sant Joan, quan podria anar a rentar la roba a la Font de Llinars.

### Miravinya Möebius
El Miravinya Möebius, a Castellet i la Gornal, és una escultura que simbolitza el cicle etern de l'activitat vitivinícola. Amb dotze vinyetes inspirades en la rajola catalana, aquest mirador ofereix vistes del Penedès i el Parc del Foix.

### Santuari de Foix
La Mare de Déu de Foix és un santuari de Torrelles de Foix, situat dalt d'un penya-segat. És el Miravinya més alt, a 643 m d'altitud.

### Sant Elies
A l'exterior de l'ermita de Sant Elies de Mediona s'hi ha col·locat una escultura que representa un cep.

### El Castellot
El Castellot és una torre de defensa del segle X, de Castellví de la Marca, que ofereix unes vistes sobre el Penedès.

### La Miranda d'Espiells
La Miranda d'Espiells és una torre de guaita construïda el 1927 i rehabilitada el 2004 com a torre de guaita d'incendis, situada al Nucli d'Espiells, del municipi de Sant Sadurní d'Anoia.

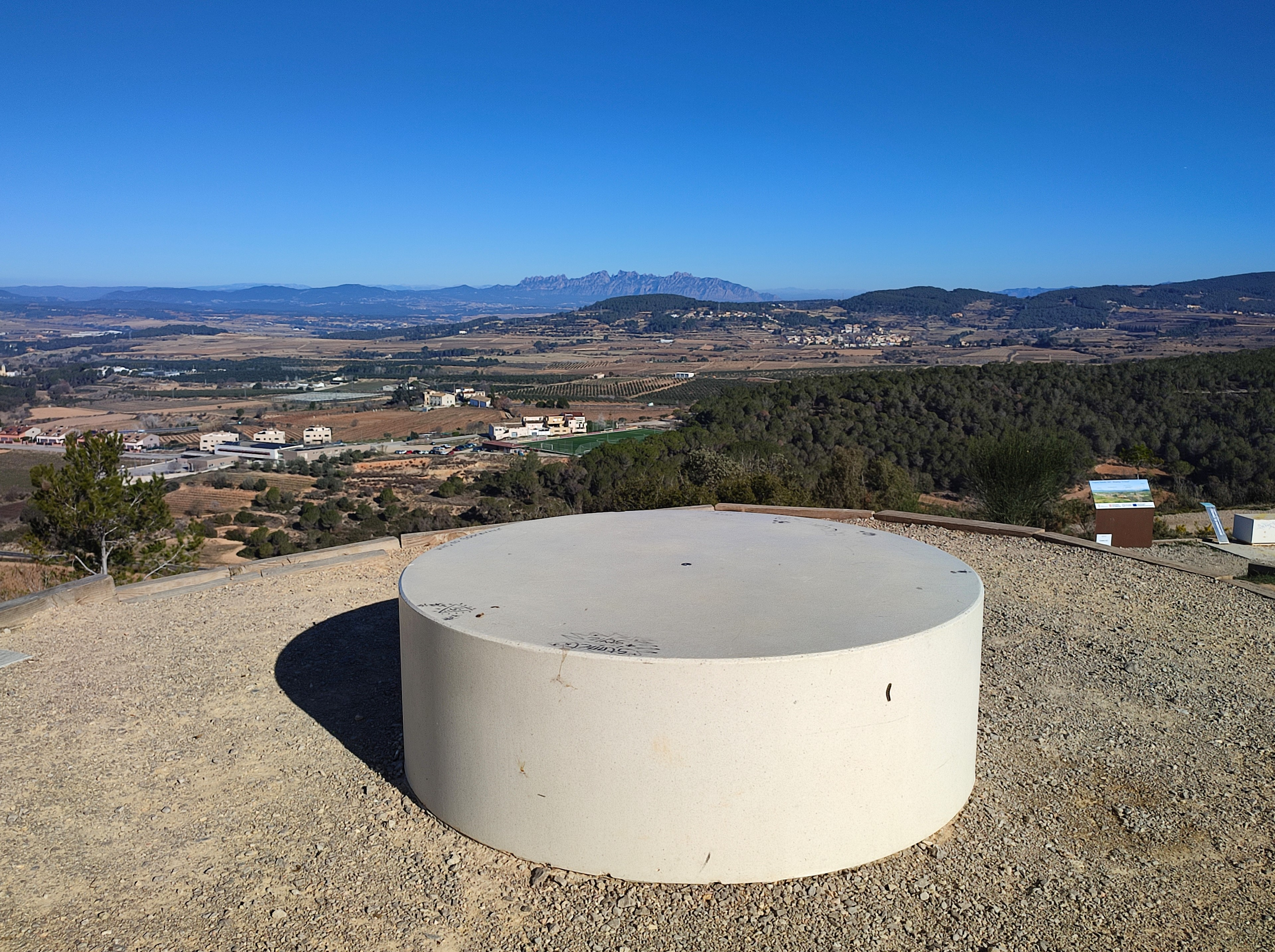
El Circell, Les Gunyoles
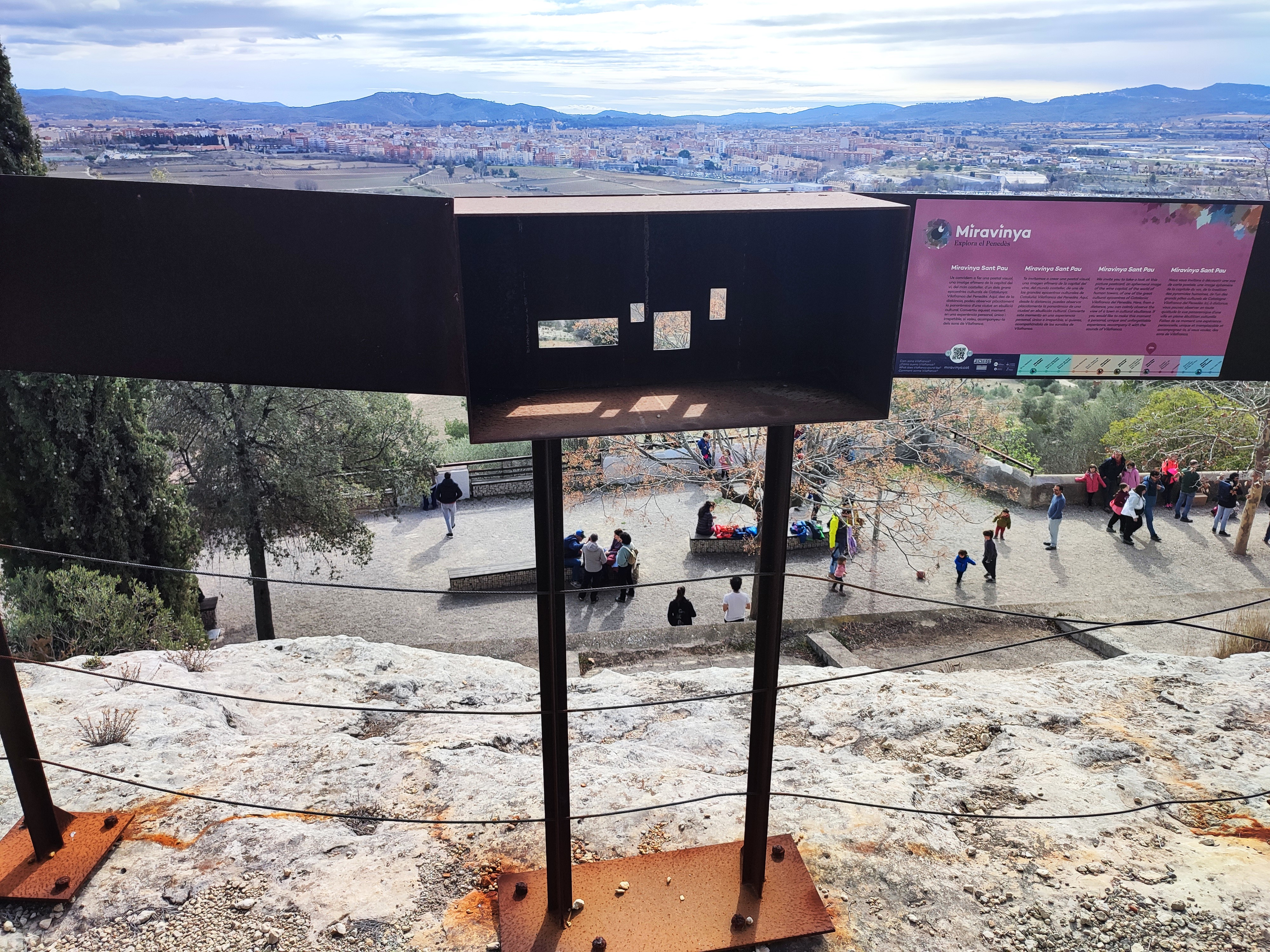
Sant Pau, Vilafranca del Penedès
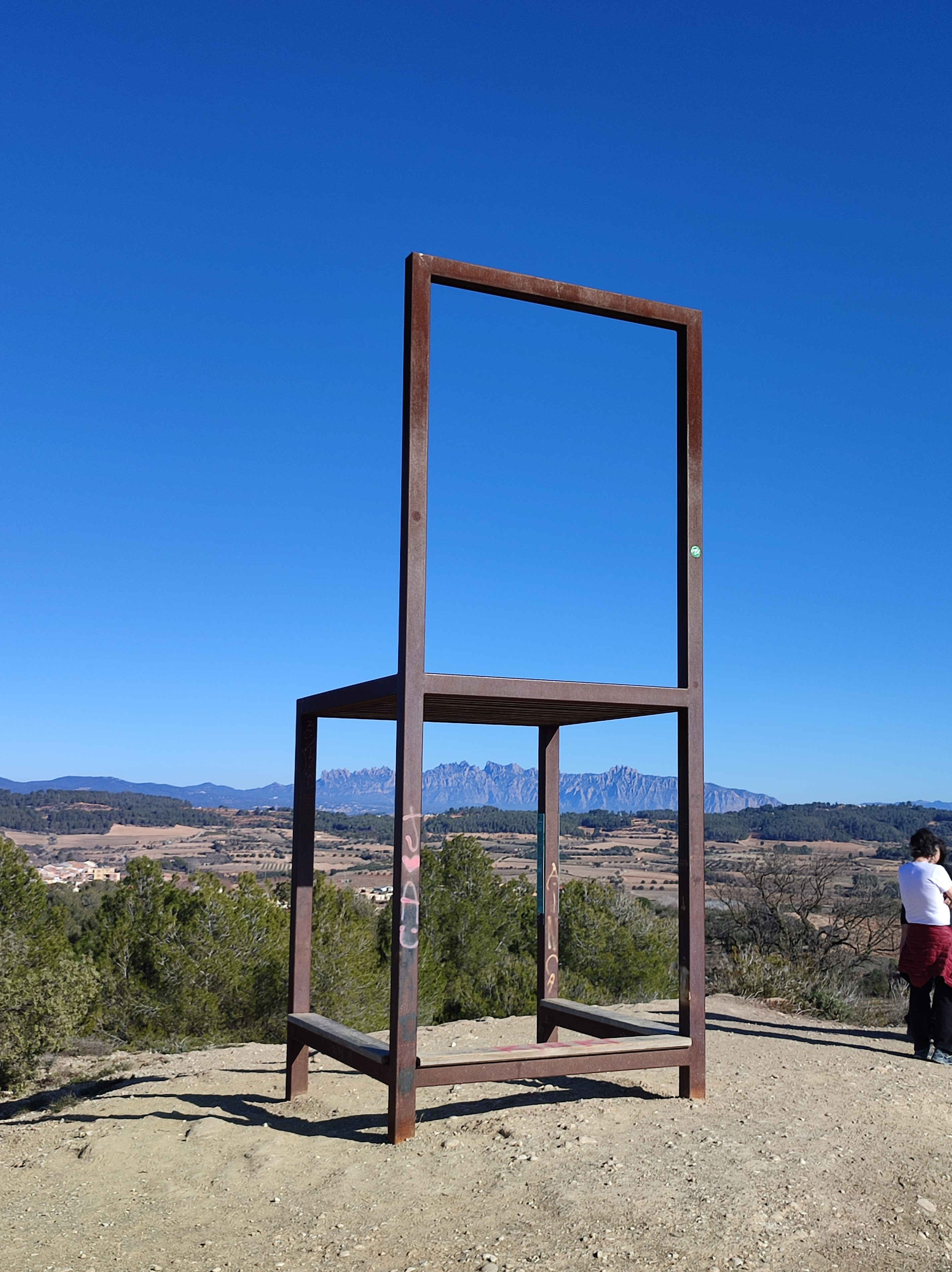
La Cadira, Torrelavit
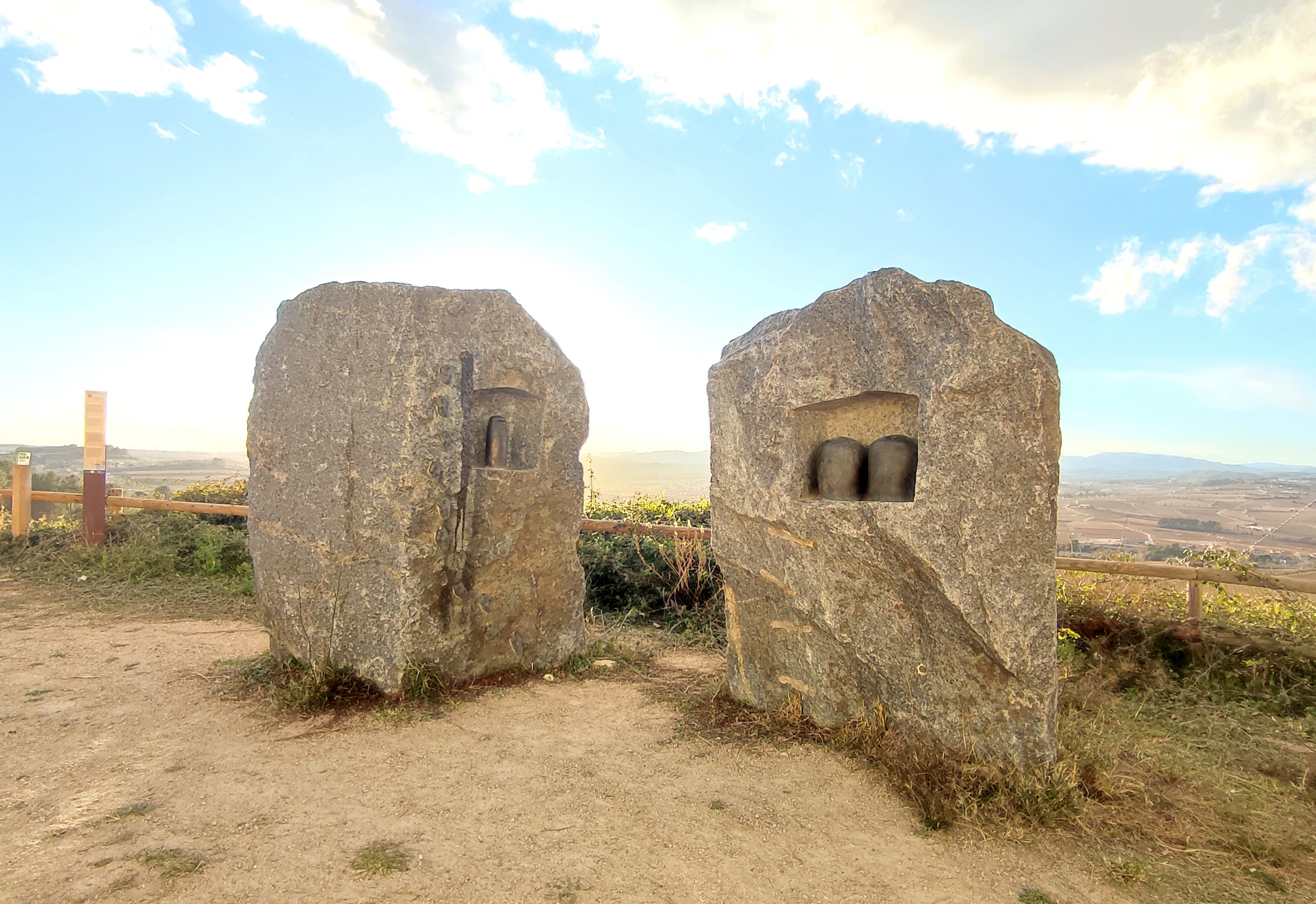
La Bardera, Subirats
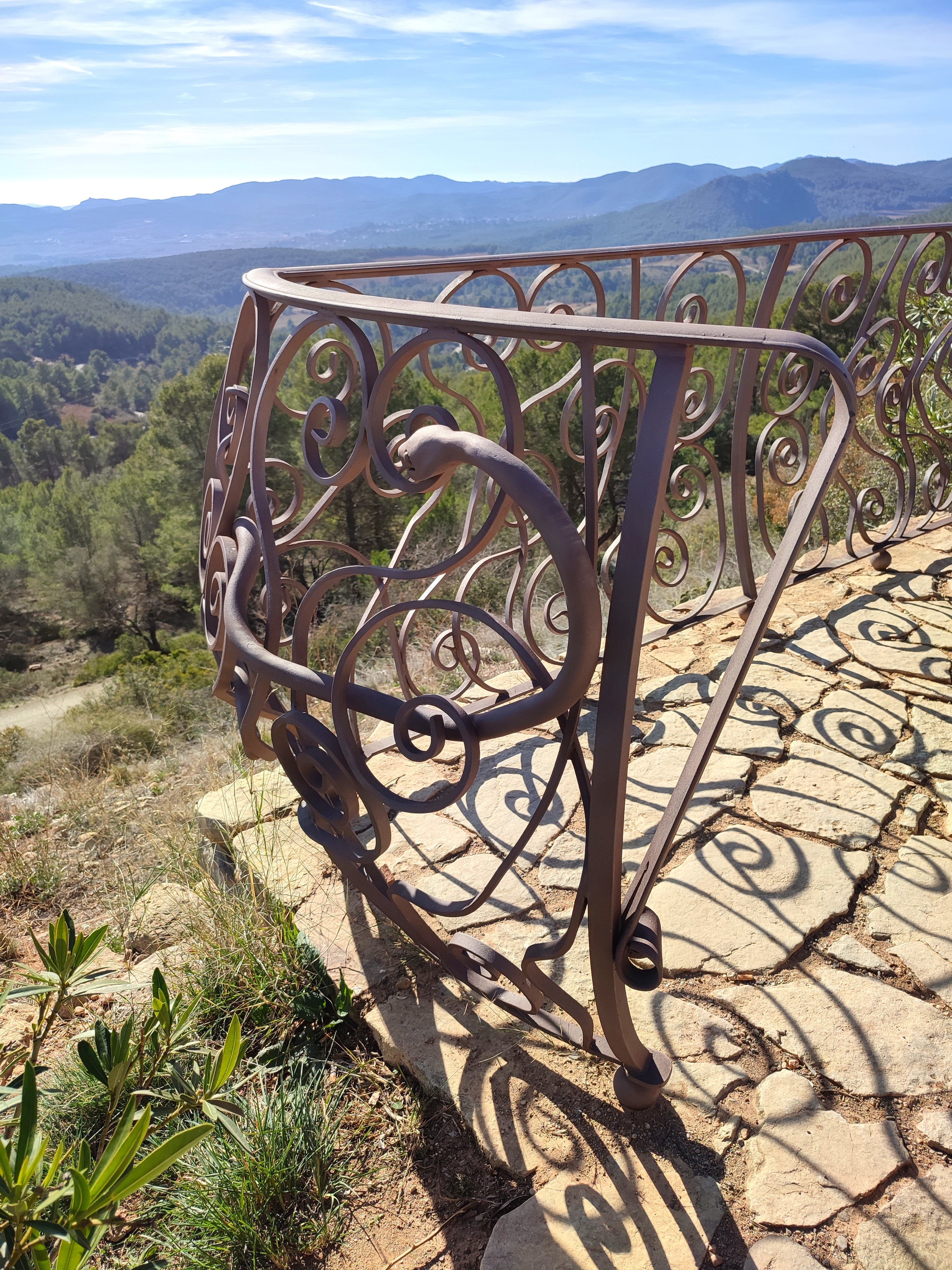
El Balcó del Penedès, Font-rubí
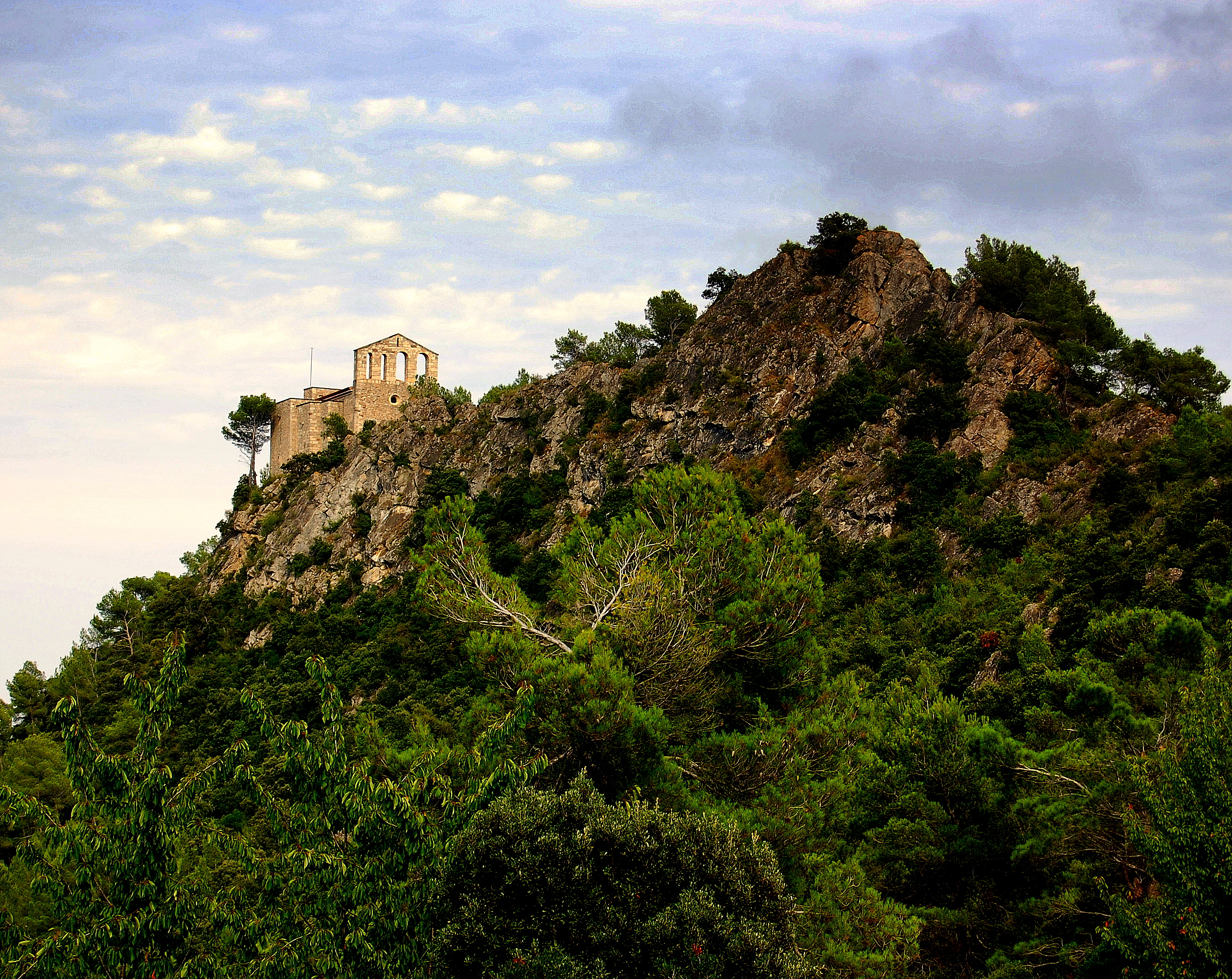
Santuari de Foix, Torrelles de Foix
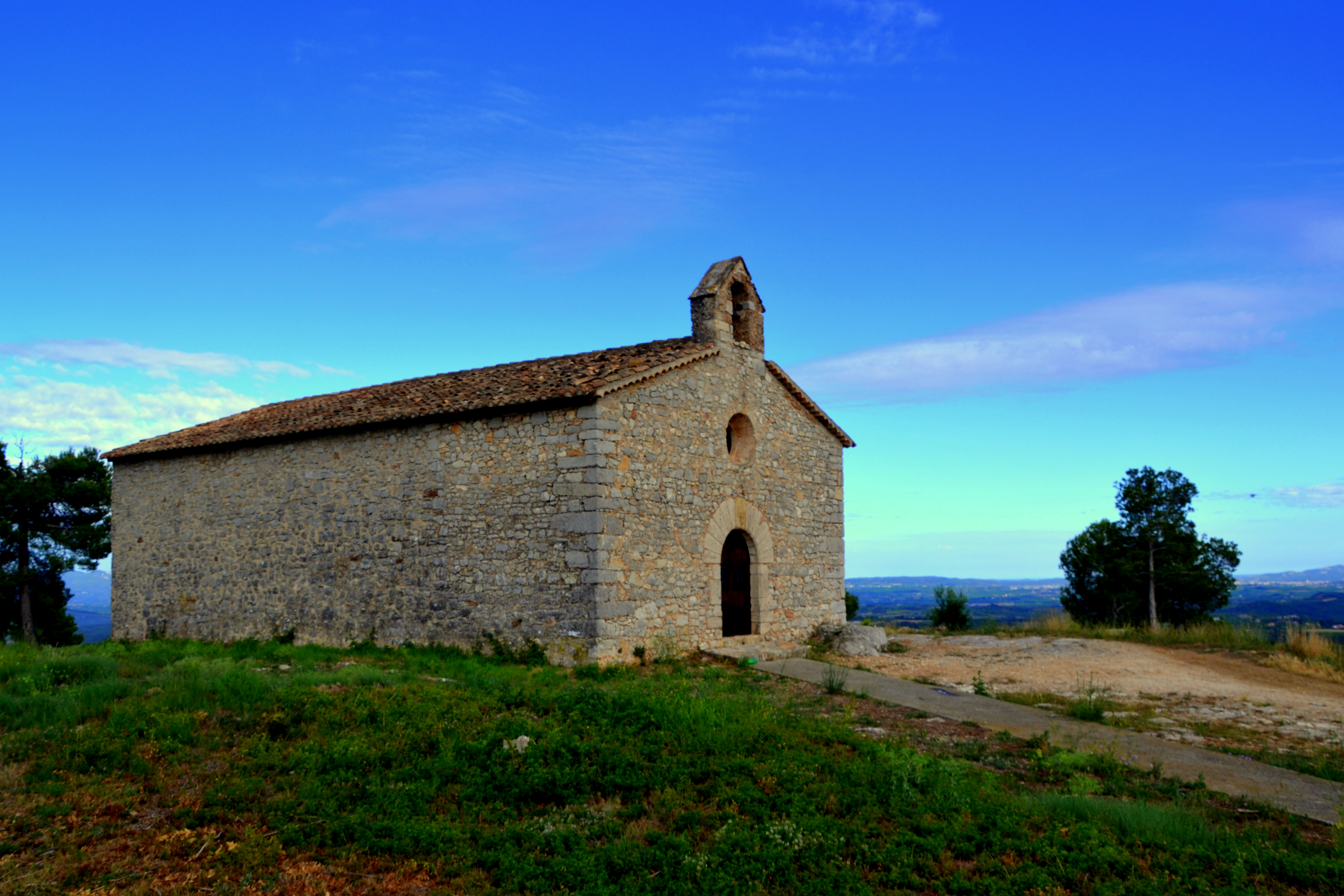
Sant Elies, Mediona
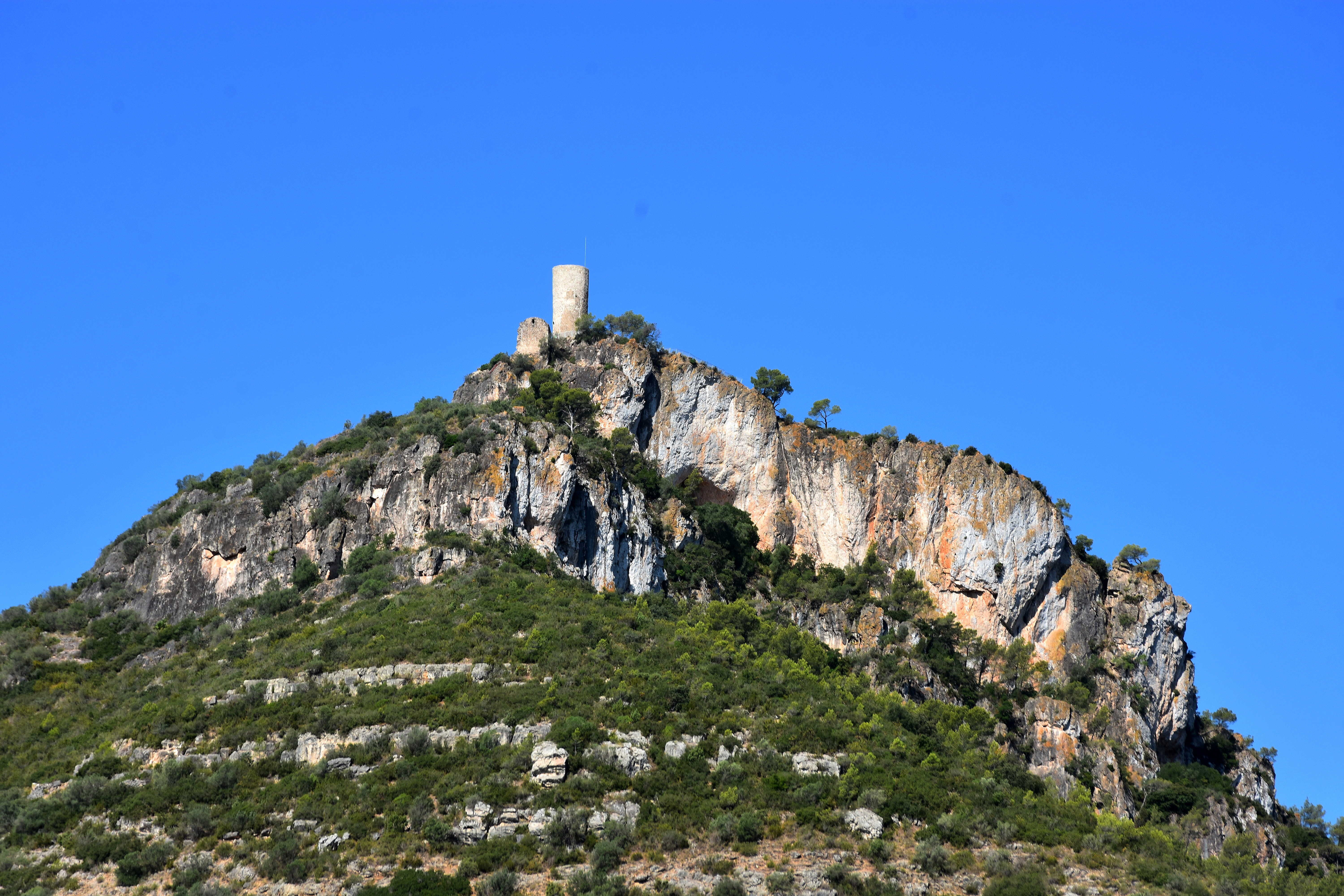
El Castellot, Catellví de la Marca
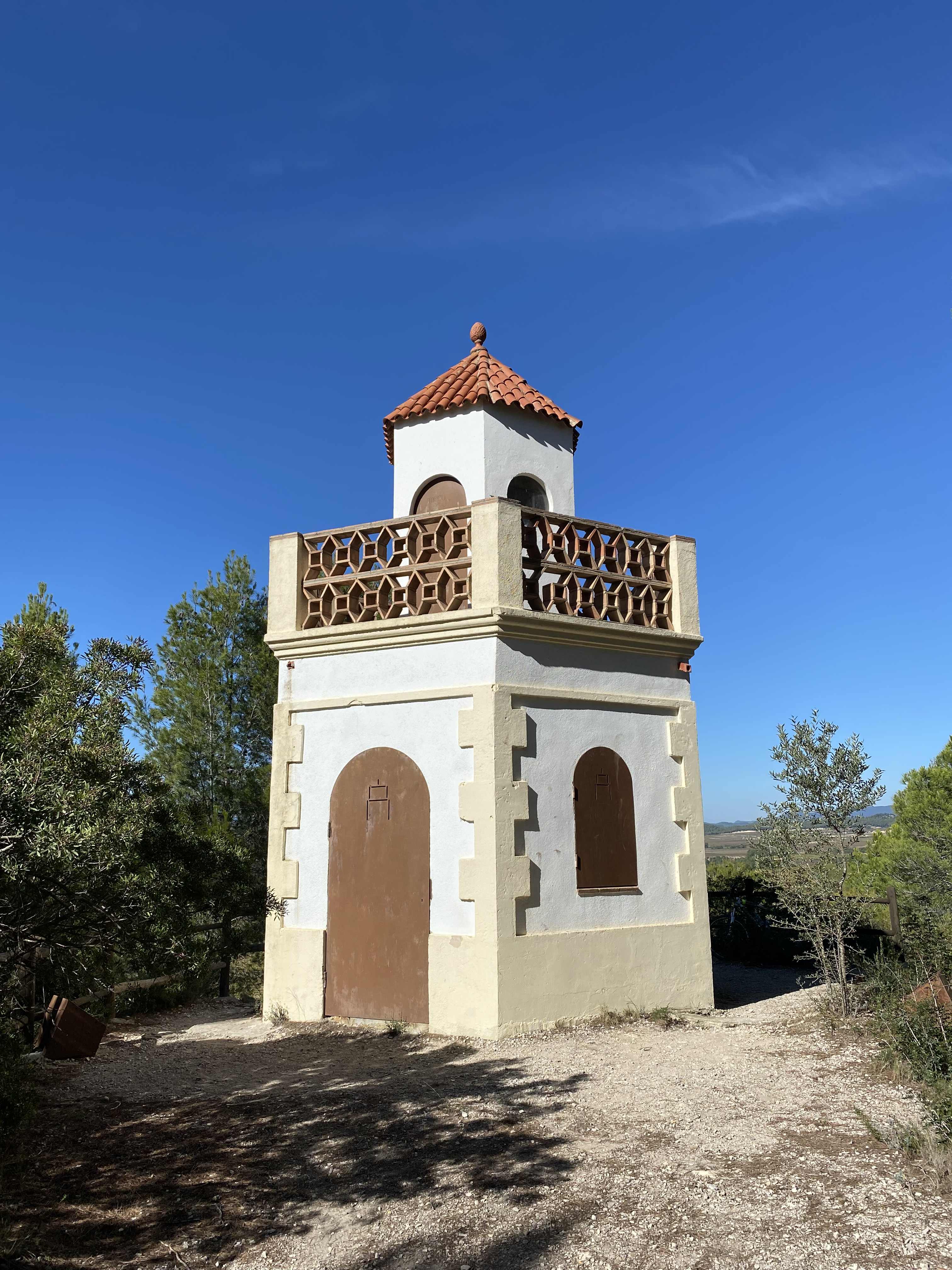
La Miranda d'Espiells, Sant Sadurní d'Anoia